# Marie Allan
Marie Allan (* 1979) ist eine französische Schauspielerin.

## Leben
Allan debütierte 2000 in dem Spielfilm Ainsi soit-il und im Kurzfilm Le page de garde als Schauspielerin. 2004 hatte sie eine Episodenrolle in der Fernsehserie SoeurThérèse.com. Im Folgejahr hatte sie eine Nebenrolle im Spielfilm Saint Jacques… Pilgern auf Französisch. 2006 stellte sie in dem viel beachteten Erotikfilm Teuflische Engel – Heimliche Spiele 2 von Skandal-Regisseur Jean-Claude Brisseau eine der weiblichen Hauptrollen der Stéphanie dar. Der Film feierte am 20. Mai 2006 seine Premiere auf den Internationalen Filmfestspielen von Cannes.

## Filmografie
- 2000: Ainsi soit-il
- 2000: Le page de garde (Kurzfilm)
- 2004: SoeurThérèse.com (Fernsehserie, Episode 1x04)
- 2005: Saint Jacques… Pilgern auf Französisch (Saint-Jacques… La Mecque)
- 2006: Teuflische Engel – Heimliche Spiele 2 (Les anges exterminateurs)